# Xuclet
El xuclet (rechupe en castellà, drawhole en anglès) és un defecte que es produeix en la pràctica del colatge. El refredament i la solidificació provoquen, generalment, una contracció del volum del material. En el colatge, el líquid omple tot el motlle però quan solidifica, la peça que sorgeix sol ser més petita que la cavitat del motlle.
El xuclet es forma degut a la contracció i als gasos que es produeixen en la solidificació del metall fos.
La possibilitat que apareguin xuclets és superior en les zones de la peça que tenen un gruix més gran, per tant, on hi ha més quantitat de metall. Aquestes zones tarden més estona a refredar-se, per la qual cosa s'anomenen punts calents.
Evitar xuclets:
• Massalotes: Les massalotes són reservoris de líquid que contraresten parcialment la contracció, ja que utilitzen el metall reservat en forma de líquid en cas que es pugui produir el xuclet.
• Refredadors: Els refredadors s'utilitzen en cas que no es puguin utilitzar massalotes. Es tracta de dispositius que absorbeixen la calor d'un punt calent. Consisteixen en blocs d'alumini o coure que, en contacte amb la part externa de la peça, absorbeixen calor.